# Siegrid Hackenberg
Siegrid Hackenberg (* 15. Januar 1936 in Berlin; † 9. Juni 1980 in Hamburg) war eine deutsche Schauspielerin und Kabarettistin.

## Leben
Siegrid Hackenberg spielte zunächst in Berlin Theater, so 1956 im Renaissance-Theater in der Uraufführung von Joachim Wichmanns Stück Wenn der Weg endet oder 1959 in einer Freilichtinszenierung von Schillers Jungfrau von Orleans auf der Freilichtbühne Rehberge. 1965 gründete sie mit ihrem Ehemann, dem Schauspieler Alexander Welbat, sowie Dieter Kursawe, Doris Bierett und dem Autor Volker Ludwig das Berliner Reichskabarett, an dem sie auftrat und Regie führte. Ab Ende der 1960er Jahre stand sie auch auf Hamburger Bühnen, wie z. B. 1969 im Jungen Theater, dem späteren Ernst-Deutsch-Theater, in den Stücken Der Floh im Ohr von Georges Feydeau unter der Regie von Eberhard Möbius oder Blues für Mister Charlie von James Baldwin. 1974 kam sie ans Deutsche Schauspielhaus, dem Hackenberg bis zu ihrem frühen Tod verbunden blieb. Hier spielte sie u. a. in Shakespeares Wie es euch gefällt, in der Kleinbürgerhochzeit von Bertolt Brecht oder Dario Fos Komödie Bezahlt wird nicht!. 1975 sah man sie neben Will Quadflieg, Maria Wimmer, Uwe Friedrichsen und Gerd Böckmann in Rudolf Noeltes Inszenierung von Eines langen Tages Reise in die Nacht von Eugene O’Neill, ferner in Gogols Revisor und der Offenbach-Operette La Périchole.
Gelegentlich arbeitete Siegrid Hackenberg auch für das Fernsehen. Nachdem sie 1956 in einer Märchenverfilmung vom Tischlein deck dich ihr Debüt vor der Kamera gegeben hatte, war sie insbesondere in den 1970er Jahren in bekannten Serien wie Dem Täter auf der Spur, Hamburg Transit oder St. Pauli-Landungsbrücken zu sehen. Eine ihrer letzten Arbeiten war die Rolle einer Haushälterin in der Reihe Operetten-Cocktail, in der Elfie von Kalckreuth und Fritz Muliar Melodien aus Opern und Operetten präsentierten.
Siegrid Hackenberg erlag 44-jährig in Hamburg einer Krebserkrankung. Sie hatte mit Alexander Welbat einen gemeinsamen Sohn, den Schauspieler, Regisseur und Filmproduzenten Douglas Welbat.

## Filmografie
- 1956: Tischlein deck dich
- 1958: Gestehen Sie, Dr. Corda!
- 1961: Morgen – vielleicht
- 1963: Kleine Störung
- 1964: Die Schneekönigin
- 1965: Unser Pauker – Der Ausflug
- 1966: Hurra, die Rattles kommen
- 1966: Wie lernt man Reisen
- 1967: Der Revisor
- 1967: Kaviar und Linsen
- 1967: Tragödie in einer Wohnwagenstadt
- 1969: Die Unverbesserlichen – ...und ihre Menschenkenntnis
- 1969: Nachrichten aus der Provinz
- 1969: Party-Geschichten
- 1969: Ein Jahr ohne Sonntag
- 1970: Mit Vollgas ins Glück – gehupt wie gesungen
- 1972: Tatort – Kennwort Gute Reise
- 1973: Dem Täter auf der Spur – Stellwerk 3
- 1973: Hamburg Transit – Camping mit doppeltem Boden
- 1975: Tadellöser & Wolff (Ep. #1.1)
- 1977: Lokalseite unten links – Nichts geht mehr
- 1978: Die schöne Marianne – Die Leute aus dem Wald
- 1978: Gesucht wird … – Ole Jansen
- 1978: Der Geist der Mirabelle
- 1979: Périchole
- 1979: St. Pauli-Landungsbrücken – Kleine Hexe
- 1980: Ein Kapitel für sich (Ep. #1.3)
- 1980: Tatort – Hände hoch, Herr Trimmel!
- 1980: Operetten-Cocktail
- 1981: Mit Gewissenhaftigkeit und Würde

## Hörspiele
- 1949: Schloß Gripsholm – Regie: Friedrich Joloff
- 1949: Reklamationen zwecklos – Regie: Nicht bekannt
- 1957: Die Reise nach Italien – Autor und Regie: Heinz von Cramer
- 1957: Macbeth – Übersetzung, Bearbeitung und Regie: Ludwig Berger
- 1960: Der zerbrochene Krug – Regie: Carlheinz Riepenhausen
- 1963: Kasimir und Karoline – Bearbeitung und Regie: Hans Lietzau
- 1973: Der Bettler und die Schöne – Regie: Günter Siebert
- 1973: Ballade von einer Straßenkehrerin – Regie: Matija Koletic
- 1975: Der Bonze – Regie: Gerlach Fiedler
- 1978: Dichten und Trachten (10. Folge: Der deutsche Schäferhund) – Realisation: Heinz Hostnig; Gerlach Fiedler
- 1978: Hausbesichtigung – Regie: Hans Rosenhauer
- 1979: Knuff – Regie: Hans Rosenhauer
- 1980: Das Indiz – Regie: Gottfried von Einem
- 1980: Morgenluft – Regie: Jörg Jannings